# Talanx
Talanx AG er en multinational tysk forsikringskoncern med hovedkvarter i Hanover, Niedersachsen. De driver genforsikring, forsikringsselskab og formueforvaltning. De har virksomhed i over 150 lande under flere forskellige brands. Selskabet blev etableret i 1996.